# Cin cin (serie televisiva)
Cin cin (Cheers) è una sitcom statunitense andata in onda dal 30 settembre 1982 al 20 maggio 1993 per un totale di 11 stagioni televisive e 270 episodi.
Candidata 117 volte all'Emmy Awards (è stato un record superato solo dalle 124 candidature di E.R. - Medici in prima linea), ha vinto 28 volte, tra cui 4 nella categoria "Miglior serie tv commedia". Nel 2002 la rivista TV Guide ha classificato Cin cin al 18º posto tra "I 50 migliori programmi televisivi di tutti i tempi" e Rolling Stone, nel 2021, l'ha classificata al 2º posto tra "le migliori sitcom di tutti i tempi".
La serie ha dato vita a 2 spin-off: Frasier, grande successo di critica e pubblico, che detiene il record di Emmy Awards vinti (37), e The Tortellis, sospeso dopo soli 13 episodi per gli scarsi ascolti e perché i suoi contenuti furono ritenuti da alcuni di tipo razzista.
In Italia Cin cin è stata trasmessa prima su Italia 1, poi su Canale 5 e nel 2002 su LA7. Successivamente è stata replicata sul canale a pagamento Fox e nel 2005 su Paramount Comedy (ora Comedy Central).

## Trama
La sitcom è ambientata nell'omonimo bar di Boston e parla dei suoi abituali frequentatori e della vita dei suoi inservienti.

### Prima stagione
La serie comincia con l'ex giocatore di baseball Sam Malone che apre il suo bar nella periferia di Boston e si prepara ad accogliere i clienti abituali Norm Peterson, commercialista senza lavoro, e Cliff Clavin, postino ossessionato dalla madre. Ad aiutare Sam a mandare avanti il locale troviamo la scorbutica cameriera divorziata con cinque figli Carla Tortelli e l'allenatore in pensione Ernie "Coach" Pantusso. La piacevole routine cambia però quando al bar arriva Diane Chambers, eterna studentessa e aspirante scrittrice, che si siede al bar nell'attesa che il suo fidanzato vada a prenderla per andare alle Bahamas e sposarsi. Le ore passano e in seguito a una conversazione con Sam, Diane si rende conto che il suo uomo l'ha abbandonata. Vedendola distrutta, Sam le offre un lavoro come cameriera e lei accetta anche se titubante. Alla fine della prima stagione Carla rimane incinta a causa di una scappatella, l'allenatore potrebbe tornare sui campi da baseball, Norm riesce a trovare un lavoro, Cliff continua a fare il postino, Diane decide di lasciare Cheers ma l'amore che ormai prova per Sam la fa riflettere.

### Seconda stagione
Sam e Diane iniziano una relazione fatta di alti e bassi. Carla partorisce, l'allenatore ha rifiutato l'offerta di tornare ad allenare e sta ancora dietro il bancone, Norm viene licenziato. Al bar arriva Summer, l'uomo che un anno prima aveva abbandonato Diane e questo provoca non pochi problemi alla donna e a Sam. Dopo una delle tante discussioni, Diane decide di lasciare Sam e il bar.

### Terza stagione
Dopo l'abbandono di Diane, Sam comincia a bere facendo preoccupare gli amici al Cheers. L'allenatore decide di andare da Diane, che ora vive felice con lo psichiatra di successo Frasier Crane, e chiederle di parlare con Sam affinché smetta di bere. Diane accetta invano. Quando Sam apprende la notizia che Diane sta per trasferirsi in Europa con Frasier, smette di bere e parte per raggiungerla.
Alla fine della terza stagione muore l'attore Nicholas Colasanto, che interpretava Ernie Pantusso. Viene deciso di far "morire" anche il suo personaggio, che verrà rimpiazzato dalla stagione successiva dal nuovo barista Woody Boyd, un campagnolo dell'Indiana, in quello che sarà il ruolo che darà il via alla carriera di Woody Harrelson.

### Quarta stagione
Di ritorno dall'Europa, Sam comunica agli amici che non è riuscito a raggiungere Diane e che vuole dimenticarla. Ma Diane tornerà nella sua vita quando Frasier entra al Cheers dicendo a Sam che la donna lo ha abbandonato sull'altare ed è tornata a Boston. Sam va da Diane chiedendole di tornare a lavorare a Cheers e la donna accetta. Con il passare del tempo, Sam inizia a frequentare una donna di successo che gelosa del fatto che Diane lavori al Cheers lo lascia; la reazione di Sam è chiedere a Diane di sposarlo.

### Quinta stagione
Dopo un primo rifiuto, Diane accetta di sposare Sam. Il giorno delle nozze è sempre più vicino, a rovinarlo però è Summer che torna a Cheers dicendo a Diane che un suo amico editore vuole pubblicare un libro scritto dalla donna anni prima. Grazie alle parole di Sam, Diane decide di partire per Los Angeles e terminare il suo manoscritto con la promessa di fare ritorno a Cheers dopo sei mesi e di sposare Sam.

### Sesta stagione
Sono passati mesi da quando Diane è partita per Los Angeles e molte cose sono cambiate a Cheers. Sam, persa per sempre la sua amata, ha venduto il bar a una multinazionale, per fare il giro del mondo in barca. La stagione si apre con il ritorno di Sam al bar: la sua barca è affondata, lui non ha più nulla e cerca un lavoro, ma la nuova direttrice, Rebecca Howe, gli renderà la vita difficile. Rebecca è una donna in carriera, professionale, efficiente, attratta dal potere e per nulla interessata a Sam. Quest'ultimo non sopporta di avere a che fare con una donna insensibile al suo fascino e farà di tutto per tentare di sedurla, mentre Rebecca tenta di farsi notare dal suo capo, Evan Drake, di cui è innamorata. Entrambi i protagonisti vedranno fallire ogni tentativo.
Mentre Woody fa ancora il barista e Norm e Cliff sono sempre seduti al bancone, Carla si sposa con il giocatore di hockey Eddie LeBeck e Frasier si sposa con la collega Lilith Sternin. La stagione si chiude con Sam che finalmente riesce ad avere un appuntamento con Rebecca, ma sul più bello Evan Drake comunica che ha deciso di trasferirsi in Giappone.

### Settima stagione
Durante tutta la settima stagione Sam tenterà in tutti i modi di sedurre Rebecca, ma senza risultato. La notizia più sconvolgente è che Lilith rende Frasier l'uomo più felice del mondo dicendogli che aspetta un bambino. Stanca delle tante avances di Sam, Rebecca chiama in soccorso sua sorella Susan (Marcia Cross), la quale sedurrà Sam per poi provare a Rebecca che quello che Sam vuole è solo sesso.

### Ottava stagione
Nell'ottava stagione Rebecca ha una relazione con Robin Colcord, un ricchissimo uomo d'affari, socio della compagnia proprietaria di Cheers. Nonostante Rebecca scopra che il miliardario ha un'altra donna, il rapporto continua. Intanto il marito di Carla muore e durante i funerali la donna scopre che il defunto Eddie aveva una seconda famiglia. Nel frattempo Lilith partorisce il piccolo Frederick Crane. Colcord dopo aver sedotto Rebecca userà i suoi numeri di conto per accedere a informazioni segrete della società per prenderne il controllo. Con l'aiuto di Sam, Norm e Woody, Rebecca scopre il segreto di Robin e decide di denunciarlo, ma Colcord usa la carta del matrimonio per comprare il silenzio di Rebecca. Sarà, però, Sam a denunciare Robin. Quando la polizia si presenta a Cheers dicendo che stanno ricercando Robin, l'uomo fugge e Rebecca distrutta si abbandona nelle braccia di Sam. Solo dopo la donna apprenderà la notizia che Sam ha denunciato Robin ricevendo come ricompensa la proprietà di Cheers.

### Nona stagione
Quando Robin esce di prigione, Rebecca è pronta per sposarlo. Ma Robin le comunica che non ha più un soldo e la donna lo lascia rendendosi conto di non amare Robin, ma i suoi soldi. Per consolarsi, Rebecca compra metà Cheers diventando socia di Sam. Intanto Woody comincia a frequentare Kelly, la figlia di un uomo molto ricco. Una notte, mentre Sam bada al figlio di Frasier capisce che è ora di mettere su famiglia. Ma con chi?

### Decima stagione
Sam e Rebecca provano a fare un bambino ma non ci riescono. Woody decide di sposarsi con Kelly. Durante uno spettacolo teatrale, Frasier rincontra la sua ex-moglie e questo infastidisce Lilith che ne è sempre stata all'oscuro. Il matrimonio di Woody si avvicina sempre di più, ma quel giorno tutto va storto: il catering si licenzia per colpa di Rebecca, il prete muore, Woody e Kelly si nascondono ovunque per sbaciucchiarsi, Sam riceve le avances di una donna sposata e questo suscita ira nel marito di quest'ultima, Lilith prova a distrarre gli ospiti mentre Carla nasconde il corpo del prete, Cliff e Norm fanno da fotografi.

### Undicesima stagione
Dopo un incendio al bar, Sam si prepara per la grande riapertura. Una volta riaperto il bar, la vita dei suoi frequentatori e dei suoi inservienti torna a scombussolarsi: Lilith lascia Frasier per un altro uomo spingendo lo psichiatra tra le braccia di Rebecca, in seguito Lilith torna pregando Frasier di perdonarla e l'uomo accetta; Rebecca riceve la visita di Robin che le chiede di tornare con lui. Lei rifiuta in quanto l'uomo è povero, ma nonostante tutti i suoi sforzi alla fine Rebecca sposerà un idraulico; Carla ha un nuovo fidanzato che muore a causa di un infarto; Woody, con l'appoggio di Frasier, Norm e Cliff, viene eletto a consigliere comunale e Kelly resta incinta. Nell'ultimo episodio anche per Sam c'è una sorpresa: Diane torna al bar. Sam capisce di amarla ancora e i due decidono di trasferirsi in California e sposarsi. Mentre aspettano l'aereo, Sam e Diane cominciano a riflettere su tutto ciò che è accaduto e capiscono che ormai non hanno quasi più nulla in comune. L'aereo parte ma solo con Diane. Sam torna al bar e, dopo una lunga conversazione con gli amici di sempre sul senso della vita, capendo che il suo vero amore è il bar e gli amici di cui si è circondato, comprendendo ciò capisce di essere un uomo fortunato.

## Curiosità
- Molti personaggi di Cin cin sono apparsi in almeno un episodio dello spin-off Frasier: Sam Malone, il personaggio interpretato da Ted Danson, partecipa nel 42º episodio (1995), e così fa Diane (Shelley Long), prima con un cameo nel 33º episodio (1994), poi nell'intero 61º episodio (1996); nell'episodio 135 (1999) è il turno di Woody (Woody Harrelson). Il 213º episodio (2002) sarà invece dedicato a ben tre personaggi insieme: Cliff (John Ratzenberger), Norm (George Wendt) e Carla (Rhea Perlman). Il personaggio di Lilith (Bebe Neuwirth), la moglie di Frasier in Cin cin, fa un'apparizione in ogni stagione di Frasier nel ruolo di ex-moglie.
- Il cast di Cin cin è apparso anche nella serie animata I Simpson, nell'episodio Fear of Flying della VI stagione.
- L'entrata nel bar del personaggio di Norman Peterson è salutata dal grido di Norm da parte di tutti gli avventori. Una parodia della scena viene fatta nell'episodio Chiamatemi Swarley di How I Met Your Mother, nella quale si può anche sentire il tema della sigla, Where Everybody Knows Your Name di Gary Portnoy.
- Nel tredicesimo episodio della quinta stagione della sitcom Becker con protagonista Ted Danson, fa un'apparizione Kelsey Grammer, e i due ricordano i tempi in cui erano grandi amici a Boston. In questa sitcom fanno da guest star anche altri protagonisti di Cin Cin, come Rhea Perlman, nei panni di una psicologa nella 4x01 Psicoterapia e George Wendt nei panni di un barista nell'episodio Matrimonio a San Valentino.
- La serie viene citata in Scrubs, precisamente nell'episodio 4x17.
- In un episodio della sit-com Friends, il protagonista Joey Tribbiani sta facendo zapping in TV nella sua stanza di albergo a Londra e si fa prendere dalla nostalgia di casa quando vede su un canale la sigla di Cheers.[3]
- Nell'episodio 4 della prima stagione di Resident Alien dal titolo Bird of a Feather, la puntata inizia con la sigla di Cheers e quando il protagonista entra nel bar lo salutano alla Norm.

## Personaggi e interpreti
| Personaggio                       | Attore             | Ruolo a Cheers                                             | Occupazione fuori da Cheers                                                                               | Stagioni                                     | Episodi girati |
| --------------------------------- | ------------------ | ---------------------------------------------------------- | --- | -------------------------------------------- | -------------- |
| Sam "Mayday" Malone               | Ted Danson         | Prima proprietario, poi barista, poi di nuovo proprietario | Ex giocatore di baseball (lanciatore dei Boston Red Sox)                                                  | 1-11                                         | 270            |
| Diane Chambers                    | Shelley Long       | Cameriera                                                  | Prima studentessa, poi sceneggiatrice                                                                     | 1-5, più l'episodio finale One for the Road  | 124            |
| Rebecca Howe                      | Kirstie Alley      | Direttrice del bar                                         | Manager                                                                                                   | 6-11                                         | 149            |
| Carla Lozupone Tortelli LeBec     | Rhea Perlman       | Cameriera                                                  | Madre di 8 figli                                                                                          | 1-11                                         | 270            |
| "Allenatore" Ernie Pantusso       | Nicholas Colasanto | Barista                                                    | Ex giocatore di baseball ed ex allenatore dei Boston Red Sox                                              | 1-3                                          | 65             |
| Huckleberry Tiberius "Woody" Boyd | Woody Harrelson    | Barista                                                    | Attore di teatro                                                                                          | 4-11                                         | 200            |
| Hillary Norman "Norm" Peterson    | George Wendt       | Cliente                                                    | Prima contabile, poi imbianchino                                                                          | 1-11                                         | 270            |
| Clifford C. Jr. "Cliff" Clavin    | John Ratzenberger  | Cliente                                                    | Postino                                                                                                   | 1-11                                         | 269            |
| Frasier Crane                     | Kelsey Grammer     | Cliente                                                    | Psichiatra                                                                                                | 3-11                                         | 203            |
| Lilith Sternin                    | Bebe Neuwirth      | Cliente                                                    | Psichiatra                                                                                                | 5-11                                         | 81             |
| Evan Drake                        | Tom Skerritt       | Dirigente della società proprietaria di Cheers             | Dirigente                                                                                                 | 6                                            | 6              |
| Nick Tortelli                     | Dan Hedaya         | Primo marito di Carla                                      | | 2-5, 11                                      | 6              |
| Loretta Tortelli                  | Jean Kasem         | Moglie di Nick Tortelli                                    | | 2-5, 11                                      | 6              |
| Robin Colcord                     | Roger Rees         | Fidanzato di Rebecca                                       | Miliardario imprenditore e dirigente                                                                      | 8-9, più 1 episodio dell'undicesima stagione | 21             |
| Eddie LeBec                       | Jay Thomas         | Secondo marito di Carla                                    | Prima giocatore di Hockey su ghiaccio dei Boston Bruins, poi mascotte nello spettacolo Circo sul Ghiaccio | 5-7                                          | 10             |
| Al                                | Al Rosen           | Cliente                                                    | | 1-8                                          | 87             |
| John Allen Hill                   | Keene Curtis       | Proprietario di Melville's                                 | | 9-11                                         | 13             |
| Paul Krapence                     | Paul Willson       | Cliente                                                    | | 1-11                                         | 55             |

Il personaggio di "Cliff" Clavin appare in tutti gli episodi tranne 50-50 Carla.

## Episodi
| Stagione            | Episodi | Prima TV originale | Prima TV Italia |
| ------------------- | ------- | ------------------ | --------------- |
| Prima stagione      | 22      | 1982-1983          | 1985            |
| Seconda stagione    | 22      | 1983-1984          | 1986            |
| Terza stagione      | 25      | 1984-1985          | 1987            |
| Quarta stagione     | 26      | 1985-1986          | 1988            |
| Quinta stagione     | 26      | 1986-1987          | 1989            |
| Sesta stagione      | 25      | 1987-1988          | 1990            |
| Settima stagione    | 22      | 1988-1989          | 1991            |
| Ottava stagione     | 26      | 1989-1990          | 1992            |
| Nona stagione       | 26      | 1990-1991          | 1993            |
| Decima stagione     | 25      | 1991-1992          | 1994            |
| Undicesima stagione | 25      | 1992-1993          | 1995            |

Della prima stagione è stato girato, e mai trasmesso, l'episodio Uncle Sam Malone.
La decima stagione si conclude con un episodio doppio, An Old-Fashioned Wedding.
L'ultima stagione si conclude con l'episodio triplo One for the Road della durata di 98 minuti, trasmesso il 20 maggio 1993. Con oltre 93 milioni di spettatori, 42 milioni di famiglie, e uno share del 45,5%, è secondo nella storia nella classifica degli episodi più visti negli Stati Uniti. La messa in onda dell'episodio fu preceduta da una raccolta dei momenti migliori dal titolo Last Call! A Cheers Celebration. L'episodio è tuttora inedito in Italia.

## Ascolti
Nonostante un pessimo avvio negli ascolti televisivi, Cin cin venne acclamato dalla critica statunitense fin dalla prima stagione. Furono proprio le critiche entusiastiche, con la conquista dell'Emmy, a decretare la sopravvivenza della serie. Il boom degli ascolti arrivò a partire dalla terza stagione, con la collocazione nel palinsesto dopo I Robinson. Nella quarta stagione, gli ascolti aumentarono con l'inserimento del personaggio di Woody Boyd nel cast regolare. Al momento della fine dell'ultima stagione, la serie aveva ottenuto la presenza di 8 stagioni consecutive nella Top Ten statunitense degli ascolti, stilata da Nielsen, conquistandone il primo posto con la nona stagione.
In Italia ebbe un buon successo prima su Italia 1 e poi su Canale 5.
| Stagione  | Posizione | Spettatori stimati (in milioni) |
| 1982–1983 | 71        | N/A                             |
| 1983–1984 | 34        | 16,64                           |
| 1984–1985 | 13        | 16,72                           |
| 1985–1986 | 5         | 20,35                           |
| 1986–1987 | 3         | 23,77                           |
| 1987–1988 | 3         | 20,73                           |
| 1988–1989 | 4         | 20,15                           |
| 1989–1990 | 3         | 20,90                           |
| 1990–1991 | 1         | 19,83                           |
| 1991–1992 | 4         | 16,11                           |
| 1992–1993 | 8         | 14,89                           |